# 总序报春
总序报春（学名：Primula pauliana）为报春花科报春花属下的一个种。

## 扩展阅读
- 維基物種上的相關：总序报春